# HD 53510
HD 53510，又名BD+09 1510，SAO 114899、HR 2663，是一颗恒星，视星等为5.78，位于銀經206.32，銀緯7.31，其B1900.0坐标为赤經7h 0m 10.4s，赤緯+9° 7.31′ 14″。